# Saison 4 de Bob's Burgers
Chronologie
Saison 3 Saison 5
La quatrième saison de la série télévisée d'animation Bob's Burgers est diffusée aux États-Unis entre le 29 septembre 2013 et le 17 mai 2014 sur la Fox. Elle comporte vingt-deux épisodes.
En France, elle est disponible depuis le 1er août 2017 sur le service de vidéos à la demande Fox Play. Par ailleurs, elle est diffusée sur MCM depuis le 3 janvier 2018.

## Épisodes
| № | #  | Titre                                                                                            | Réalisation                        | Scénario                          | Première diffusion               | Code de prod. | Audiences |
| --- | -- | ------------------------------------------------------------------------------------------------ | ---------------------------------- | --------------------------------- | -------------------------------- | ------------- | --------- |
| 46 | 1  | Au retour de la rivière A River Runs Through Bob                                                 | Jennifer Coyle                     | Dan Fybel et Rich Rinaldi         | 29 septembre 2013 3 janvier 2018 | 3ASA11        | 4,48      |
| Comme Tina a manqué son séjour de camping avec la troupe des Thundergirls parce qu'elle était malade, Bob emmène la famille plus que réticente faire du camping dans les bois. Une fois sur place, ils rencontrent un couple de survivalistes qui campe à côté d'eux et leur offre des provisions. Bob a l'intention de vivre de ce que lui offre la nature et pêche une truite, tandis que le reste de la famille préfère emprunter des vivres à ses voisins pour le dîner. Tard dans la nuit, Bob et Linda font trempette dans la rivière, mais sont emportés par le courant. Ils échouent sur le rivage, nus et perdus, et Bob tombe violemment malade à cause de la truite qu'il a mangée plus tôt. Linda prend les choses en main, faisant preuve d'aptitudes étonnantes dans cette nature sauvage, mais Bob l'ignore obstinément, insistant sur ses propres compétences en matière de survie dans la nature. Au matin, les enfants se réveillent et constatent que Bob et Linda ont disparu. Ils empruntent des chambres à air et un "Guide de survie" à leurs voisins pour partir à la recherche de leurs parents. |    |                                                                                                  |                                    |                                   |                                  |               |           |
| 47 | 2  | Pris au piège Fort Night                                                                         | Boohwan Lim et Kyounghee Lim       | Mike Olsen                        | 6 octobre 2013 3 janvier 2018    | 3ASA13        | 4,21      |
| Pour Halloween, Tina, Gene et Louise prévoient de faire équipe avec Andy et Ollie Pesto et de porter collectivement un costume de dragon chinois, qu'ils vont faire fabriquer par Bob et Linda, dans le but d'obtenir deux fois plus de bonbons que d'habitude. Tina annonce qu'elle n'a pas l'intention de faire la chasse aux bonbons l'année suivante, estimant qu'en tant qu'adolescente, elle est devenue trop grande pour ça. Avant de retourner au restaurant familial pour récupérer leur costume, les cinq, accompagnés de Darryl, décident s'arrêter dans le fort en carton bricolé par les enfants Belcher, situé dans une ruelle voisine. Mais un camion fait marche arrière et bloque l'entrée et le toit du fort. Le conducteur ignore que les enfants sont à l'intérieur, et quand ces derniers réalisent qu'il va laisser le camion dans la ruelle pour la nuit, ils se mettent à crier à l'aide. Seule Millie Frock, une camarade de classe exaspérante de Louise, les entend et vient à leur secours. Louise, cependant, est de plus en plus irritée par le bavardage incessant de Millie et finit par s'en prendre à elle, ce qui pousse Millie à les garder coincés dans le fort. Ils cherchent un moyen de sortir, tandis qu'elle les tourmente en leur jouant des tours. |    |                                                                                                  |                                    |                                   |                                  |               |           |
| 48 | 3  | Y a-t-il un pilote dans l'hydravion ? Seaplane!                                                  | Jennifer Coyle                     | Dan Fybel et Rich Rinaldi         | 3 novembre 2013 3 janvier 2018   | 3ASA14        | 3,75      |
| De retour chez eux après une soirée en amoureux dans le même restaurant que d'habitude, Linda est déçue et pense qu'ils devraient être plus aventureux, tandis que Bob s'en contente. Elle revient du marché le lendemain avec un prospectus de cours de pilotage d'hydravion et les a inscrits tous les deux pour la première leçon gratuite. Mais Bob déteste voler et veut s'en tenir au restaurant habituel. Frustrée par leur manque d'aventure, elle s'y rend toute seule et elle rencontre Kurt, l'instructeur, qui la fait monter dans son appareil. Elle ressent l'exaltation d'être dans les airs aux commandes d'un avion. Pendant ce temps, M. Fischoeder, ayant remarqué le prospectus pour l'hydravion, exprime son inquiétude à Bob quant à son mariage lorsqu'il apprend que Linda prend des leçons d'aviation avec Kurt. Teddy a également entendu parler de lui, car il est connu pour séduire les femmes au foyer qui s'ennuient grâce à ses leçons de pilotage. Les enfants restent perplexes, tandis que Bob soutient que Linda ne le trompera pas, avant que Fischoeder n'explique les méthodes de Kurt : Il fait croire qu'il y a un problème avec l'avion à l'aide d'un gadget, la radio ne fonctionnant plus. Ensuite, il fait un faux atterrissage d'urgence sur une île inhabitée qui est son lieu de rendez-vous, ce qui le fait passer pour un héros, la femme au foyer étant tout excitée sous l'effet de l'adrénaline, elle finit par tromper son mari avec lui. Bob refuse toujours de le croire, mais commence à avoir des doutes quand sa femme ne rentre pas à l'heure dite. |    |                                                                                                  |                                    |                                   |                                  |               |           |
| 49 | 4  | Bob, mâle bêta My Big Fat Greek Bob                                                              | Don MacKinnon                      | Scott Jacobson                    | 10 novembre 2013 3 janvier 2018  | 3ASA12        | 3,17      |
| Bob trouve un emploi temporaire en tant que cuisinier remplaçant dans une fraternité d'étudiants. Il s'y intègre facilement et peu de temps après, il se retrouve au cœur d'une bataille lors d'un concours de farces entre les membres de la résidence, à laquelle participe le Dr Yap, un ancien membre parmi les plus renommés de la fraternité. Pour leur part, les enfants, qui visitent la résidence avec le Dr Yap, tentent de s'introduire par tous les moyens dans la "Salle des secrets" fermée à clé, sans succès. Pendant ce temps, Linda accepte d'organiser une vente spéciale d'objets pour femmes dans l'appartement de Gretchen. Elle envoie vite les enfants au lit quand elle se rend compte qu'il s'agit de jouets sexuels. Alors que la vente menace d'être un échec, Gretchen demande l'aide de Linda, qui réussit à convaincre les participantes en prétendant que Bob rencontre des problèmes pendant leurs rapports sexuels. Lors de la soirée suivante, Linda prouve qu'elle est une bonne vendeuse en inventant une nouvelle histoire à propos de sa récente rupture avec Bob. |    |                                                                                                  |                                    |                                   |                                  |               |           |
| 50 | 5  | Le Dindon de la farce Turkey in a Can                                                            | Boohwan Lim et Kyounghee Lim       | Lizzie Molyneux et Wendy Molyneux | 24 novembre 2013 3 janvier 2018  | 3ASA16        | 4,08      |
| Déterminé à passer un Thanksgiving parfait, Bob prépare méticuleusement la dinde familiale dans une saumure trois jours à l'avance. Mais les préparatifs de fête se compliquent quand Gayle, la sœur de Linda, décide de séjourner chez eux en emmenant tous ses chats. Étant allergique aux poils de chat, Bob doit prendre des médicaments pour supporter ça. Le lendemain matin, il découvre que quelqu'un a jeté la dinde dans les toilettes. Furieux, il interroge tout le monde, mais ils l'assurent qu'aucun d'entre eux n'a fait ça. Pendant ce temps, Gene demande à sa mère et à sa tante de l'aider à écrire un "chant de Thanksgiving" et Tina veut être perçue comme plus mature pour pouvoir s'asseoir à la table des adultes. À nouveau, le lendemain matin, Bob est horrifié de retrouver sa deuxième dinde dans les toilettes et personne ne se manifeste. Fou de rage, il décide de prendre des mesures radicales pour démasquer le saboteur de Thanksgiving. |    |                                                                                                  |                                    |                                   |                                  |               |           |
| 51 | 6  | Le Retour des Ta-Tas Purple Rain-Union                                                           | Tyree Dillihay                     | Loren Bouchard et Nora Smith      | 1er décembre 2013 6 janvier 2018 | 3ASA15        | 3,39      |
| L'ancien groupe de Linda au lycée, les Ta-Tas, est invité à jouer lors de la réunion d'anciens élèves, en dernier recours. Elle ne souhaitait pas venir au départ, car cela lui rappelle que le groupe avait à l'époque lamentablement perdu le concours de talents du lycée face à un groupe bien meilleur, Bad Hair Day. Elle décide finalement de le faire après avoir convenu qu'elle chante plutôt pas mal sous la douche. Après quelques réserves de Gayle, Linda réussit à réunir le groupe. Avant qu'elles ne partent, Bob dit qu'il ne peut pas venir à cause d'un bouton très visible sur le nez. Linda apprend à Tina que Jen fait du baby-sitting, ce qui la met en colère. Bad Hair Day se présente à la dernière minute, et l'organisateur leur dit qu'ils joueront en premier puisqu'ils ont un concert à donner. Après s'être disputée avec Gayle parce que Linda ne la laissait pas jouer ses chansons en raison de leur caractère sexuel, Gayle s'en va. Alors que les Ta-Tas commencent à jouer, Linda pique une crise de nerfs et s'enfuit. |    |                                                                                                  |                                    |                                   |                                  |               |           |
| 52 | 7  | Le Cercle des Bob disparus Bob and Deliver                                                       | Don MacKinnon                      | Greg Thompson                     | 8 décembre 2013 6 janvier 2018   | 3ASA18        | 4,60      |
| Tina se réjouie que son père remplace le professeur d'arts ménagers à l'école, espérant ainsi devenir enfin la chouchou du prof. Bob, constatant que ce cours ne sert en fait qu'à y mettre les élèves qui ont les plus mauvaises notes, leur donne envie de cuisiner en leur montrant des recettes simples. Zeke, cependant, est réticent à participer. Bob lui demande alors de l'assister lors d'une démonstration et celui-ci, à sa grande surprise et à celle des autres, fait preuve de beaucoup de talent pour la cuisine et possède ce que Bob appelle un "palais parfait". Il commence à s'épanouir dans ce cours, et les plats cuisinés par les élèves deviennent si populaires que Bob décide de transformer la salle de classe en un restaurant pleinement opérationnel, avec Zeke comme chef cuisinier. Tina est consternée que ce dernier soit devenu le chouchou de Bob et, après avoir été reléguée à la vaisselle, elle décide de changer pour le cours d'atelier, dans l'espoir d'y devenir la préférée du prof. Pendant ce temps, alors que Gene et Louise travaillent au restaurant de l'école, Linda commence à éprouver des difficultés à gérer seule le vrai restaurant. |    |                                                                                                  |                                    |                                   |                                  |               |           |
| 53 | 8  | Noël dans la voiture Christmas in the Car                                                        | Bernard Derriman et Jennifer Coyle | Steven Davis et Kelvin Yu         | 15 décembre 2013 6 janvier 2018  | 3ASA17        | 5,57      |
| Linda a voulu acheter un sapin de Noël trop à l'avance et maintenant il est tout sec et a failli prendre feu. Les Belcher doivent sortir en acheter un nouveau la veille de Noël. Bob espère qu'ils seront rentrés à temps pour le réveillon car il a mis un jambon dans le four. Les arbres disponibles sont chétifs et ils repartent avec un sapin maigrichon. Quand Bob coupe la route à un camion décoré en sucre d'orge géant, celui-ci les poursuit inlassablement et ils sont obligés de semer le conducteur cinglé (dont on ne voit jamais le visage, référence au film Duel de Spielberg) et de passer le réveillon ensemble dans la voiture. Pendant ce temps, Teddy, l'ami de Bob, qui a accepté de passer chez les Belcher pour éteindre le four, se retrouve accidentellement coincé dans le piège que Louise a mis en place pour attraper le Père Noël. |    |                                                                                                  |                                    |                                   |                                  |               |           |
| 54 | 9  | Soirée Pyjama Slumber Party                                                                      | Jennifer Coyle                     | Scott Jacobson                    | 5 janvier 2014 6 janvier 2018    | 3ASA21        | 6,35      |
| Linda décide d'inviter des camarades de classe de Louise pour une soirée pyjama à son insu. La perspective d'endurer toute une nuit avec des gens qu'elle déteste, Louise élabore un plan pour que toutes les filles supplient pour rentrer à la maison. |    |                                                                                                  |                                    |                                   |                                  |               |           |
| 55 | 10 | Prestidigi-Tina Presto Tina-o                                                                    | Chris Song                         | Kit Boss                          | 12 janvier 2014 6 janvier 2018   | 3ASA20        | 4,20      |
| Tina devient l'assistante d'un magicien afin de se rapprocher de Jimmy Jr., tandis que Bob devient la victime de la 'malédiction' d'un magicien. |    |                                                                                                  |                                    |                                   |                                  |               |           |
| 56 | 11 | Publicité familiale Easy Com-mercial, Easy Go-mercial                                            | Tyree Dillihay                     | Jon Schroeder                     | 26 janvier 2014 17 janvier 2018  | 3ASA19        | 3,24      |
| Pour rivaliser avec son collègue 'restaurateur', Jimmy Pesto, et son événement explosif du Super Bowl, Bob est déterminé à créer une publicité pour le Bob's Burgers diffusée pendant le 'grand match'. Dans un effort pour surpasser Pesto, les Belchers recrutent Randy, un documentariste, pour aider à la réalisation du film et embaucher l'ancienne star du football professionnel Connie Frye pour être le garant de la célébrité. |    |                                                                                                  |                                    |                                   |                                  |               |           |
| 57 | 12 | Les Dossiers de Frond The Frond Files                                                            | Jennifer Coyle                     | Lizzie Molyneux et Wendy Molyneux | 9 mars 2014 17 janvier 2018      | 4ASA04        | 2,21      |
| Les enfants Belcher écrivent des essais sur leur école que leurs parents trouvent choquants. |    |                                                                                                  |                                    |                                   |                                  |               |           |
| 58 | 13 | Mazel Tina Mazel-Tina                                                                            | Brian Loschiavo                    | Holly Schlesinger                 | 16 mars 2014 17 janvier 2018     | 4ASA03        | 2,44      |
| Une série de mésaventures laisse Tina devenir le centre d'attention de la Bat Mitzvah d'une camarade de classe à laquelle elle n'était pas invitée. |    |                                                                                                  |                                    |                                   |                                  |               |           |
| 59 | 14 | Tonton Teddy Uncle Teddy                                                                         | Don MacKinnon                      | Dan Fybel et Rich Rinaldi         | 23 mars 2014 17 janvier 2018     | 3ASA22        | 2,45      |
| Bob et Linda demandent à Teddy de garder les enfants pendant une escapade romantique lors de la Burger Convention. |    |                                                                                                  |                                    |                                   |                                  |               |           |
| 60 | 15 | Les enfants cambriolent le train The Kids Rob a Train                                            | Boohwan Lim et Kyounghee Lim       | Steven Davis et Kelvin Yu         | 30 mars 2014 17 janvier 2018     | 4ASA01        | 2,26      |
| Bob, Linda et les enfants montent dans un train pour une dégustation de vin tandis que les enfants sont mis dans le wagon de queue. Les enfants se faufilent pour tenter de voler les chocolats dans le wagon cuisine tandis que Bob défie une autre personne à un concours. |    |                                                                                                  |                                    |                                   |                                  |               |           |
| 61 | 16 | Mental Linda I Get Psy-chic Out of You                                                           | Chris Song                         | Jon Schroeder                     | 6 avril 2014 24 janvier 2018     | 3ASA03        | 2,27      |
| Linda est considérée comme une voyante quand elle prédit correctement qu'un télévendeur va appeler le restaurant. |    |                                                                                                  |                                    |                                   |                                  |               |           |
| 62 | 17 | Les Équestronautes The Equestranauts                                                             | Tyree Dillihay                     | Dan Mintz                         | 13 avril 2014 24 janvier 2018    | 4ASA02        | 1,83      |
| Tina assiste à sa première convention basée sur son spectacle de poney animé par 'Les Équestronautes'. |    |                                                                                                  |                                    |                                   |                                  |               |           |
| 63 | 18 | Ambre gris Ambergris                                                                             | Don MacKinnon                      | Scott Jacobson                    | 20 avril 2014 24 janvier 2018    | 4ASA06        | 1,52      |
| Gene, Louise et Tina découvrent sur la plage un objet recouvert d'algues qui se révèle être un gros morceau d'ambre gris - un produit extrêmement précieux, mais illégal, d'excrément de baleine utilisé dans les parfums haut de gamme. Mais Louise essaye de tromper Gene et Tina sur les bénéfices qu'elle espère faire en vendant le trésor sur le marché noir. Pendant ce temps, Bob et Linda traitent avec leur propriétaire psychologiquement instable qui leur construit une nouvelle salle de bains. |    |                                                                                                  |                                    |                                   |                                  |               |           |
| 64 | 19 | La Fugue The Kids Run Away                                                                       | Boohwan Lim et Kyounghee Lim       | Rich Rinaldi                      | 27 avril 2014 24 janvier 2018    | 4ASA07        | 2,26      |
| En apprenant qu'elle a une carie et qu'elle a besoin d'être soignée, Louise s'enfuit du cabinet du dentiste et cherche refuge chez tante Gail. |    |                                                                                                  |                                    |                                   |                                  |               |           |
| 65 | 20 | Le Tournoi de pom-pom girl Gene It On                                                            | Chris Song                         | Greg Thompson                     | 4 mai 2014 24 janvier 2018       | 4ASA08        | 2,23      |
| Tina postule pour être le cheerleader, mais un spectateur fougueux et enthousiaste lui vole la vedette. |    |                                                                                                  |                                    |                                   |                                  |               |           |
| 66 | 21 | Le Cheval de manège Wharf Horse (or How Bob Saves/Destroys the Town – Part I)                    | Brian Loschiavo                    | Nora Smith                        | 11 mai 2014 31 janvier 2018      | 4ASA09        | 1,97      |
| Motivé par la promesse d'un nouveau restaurant de hamburgers en bord de mer, Bob conspire avec Felix pour convaincre M. Fischoeder de vendre le Wonder Wharf. Pendant ce temps, Tina proteste contre la destruction du lieu en s'y enchaînant. |    |                                                                                                  |                                    |                                   |                                  |               |           |
| 67 | 22 | Wonder Fratricide World Wharf II: The Wharfening (or How Bob Saves/ Destroys the Town – Part II) | Jennifer Coyle                     | Lizzie Molyneux et Wendy Molyneux | 18 mai 2014 31 janvier 2018      | 4ASA10        | 1,95      |
| Linda et les enfants viennent à la rescousse quand Felix prend des mesures désespérées, et met Bob et M. Fischoeder en danger. |    |                                                                                                  |                                    |                                   |                                  |               |           |